# Dessinateur
Patroneur oder Musterzeichner und Mustermacher, auch Dessinateur, war ein Beruf des textilverarbeitenden Gewerbes. Es war ein eigenständiger Ausbildungsberuf; heute ist seine Tätigkeit des im Berufsbild des Produktgestalter Textil aufgegangen.

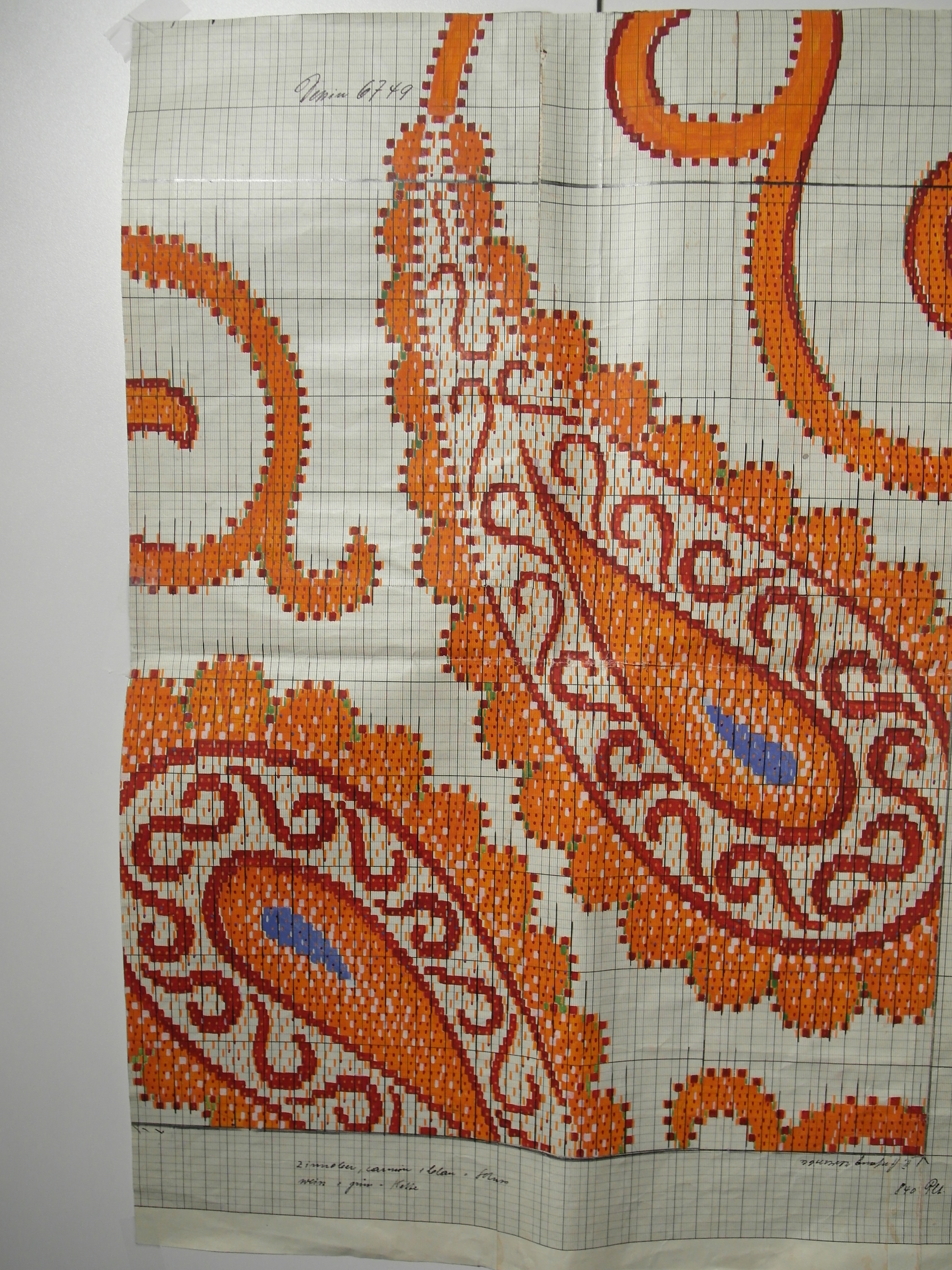
Bindungspatrone Stehli Seiden

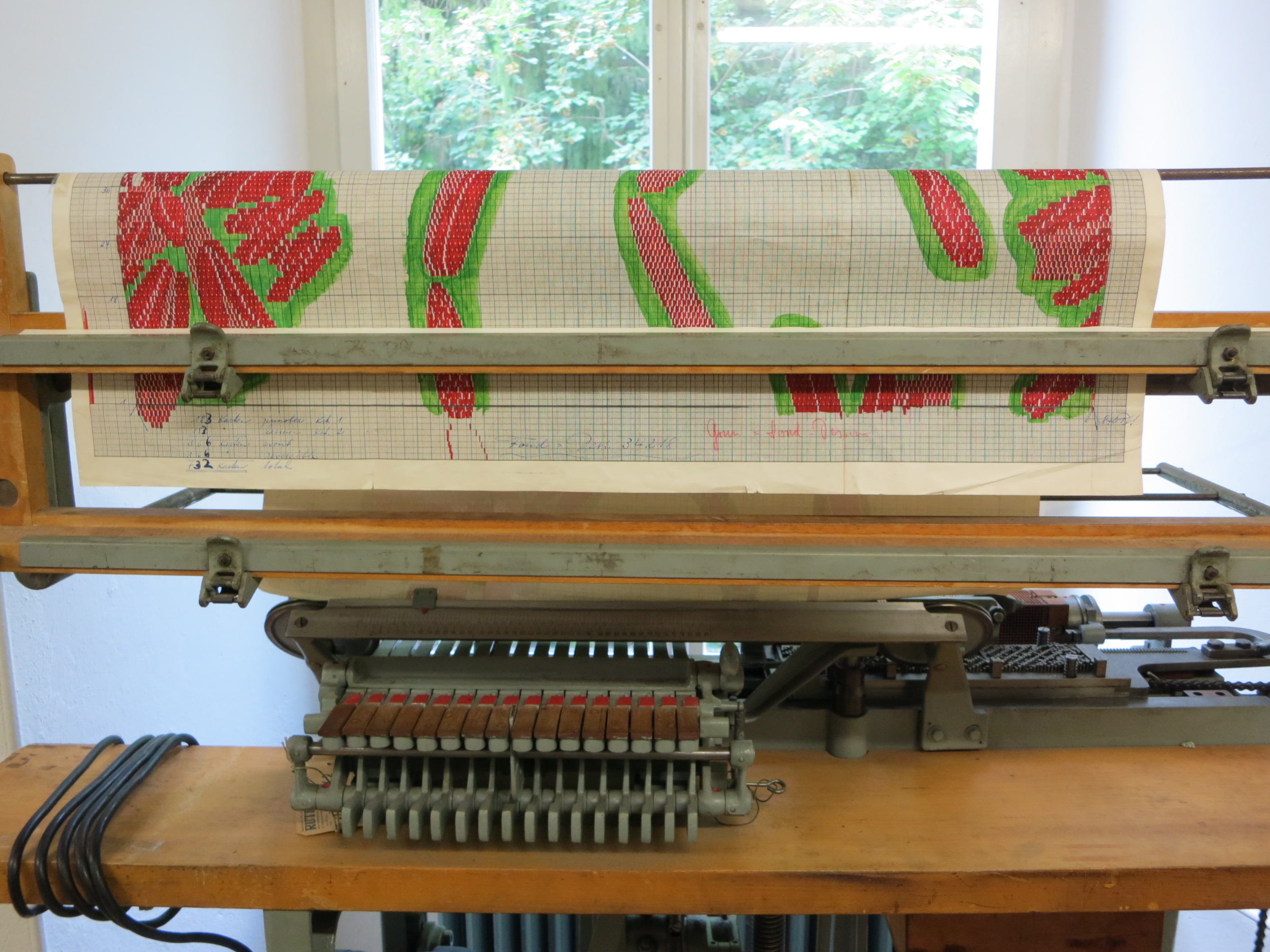
Patrone auf Kartenschlagmaschine aufgespannt, Museum Industriekultur Neuthal

## Tätigkeitsfeld
Der Patroneur erstellt technische Zeichnungen zur Herstellung von textilem Gewebe auf Webmaschinen. Mit Hilfe der Bindungslehre setzt er den Stoffmusterentwurf des Musterentwerfers in Form einer sogenannte Patrone um. Auf dem Patronenpapier, das in Raster eingeteilt ist, entsteht so eine schematische Darstellung des textilen Musters und Gewebes. Diese technische Darstellung enthält alle Informationen darüber, wie Kette und Schuss ineinander verwoben werden müssen, um den Stoffmusterentwurf auf dem Webstuhl maschinell zu fertigen. Die Patrone wurde vom Kartenschläger auf der Kartenschlagmaschine in eine Lochkarte umgesetzt, mit der der Jacquardwebstuhl gesteuert wurde. Heute werden textile Stoffmusterentwürfe mit Hilfe spezieller Computerprogramme (CAD-Systeme) hergestellt, die die ehemals getrennten Arbeitsschritte des Patroneurs und Kartenschlägers vereinen und aus der technischen Zeichnung unmittelbar eine maschinenlesbare Datei zur Ansteuerung der Webmaschinen erzeugen. Die historische Arbeitsweise der Herstellung von Jacquardstoffen kann im Haus der Seidenkultur in ihrer ursprünglichen Form besichtigt werden.

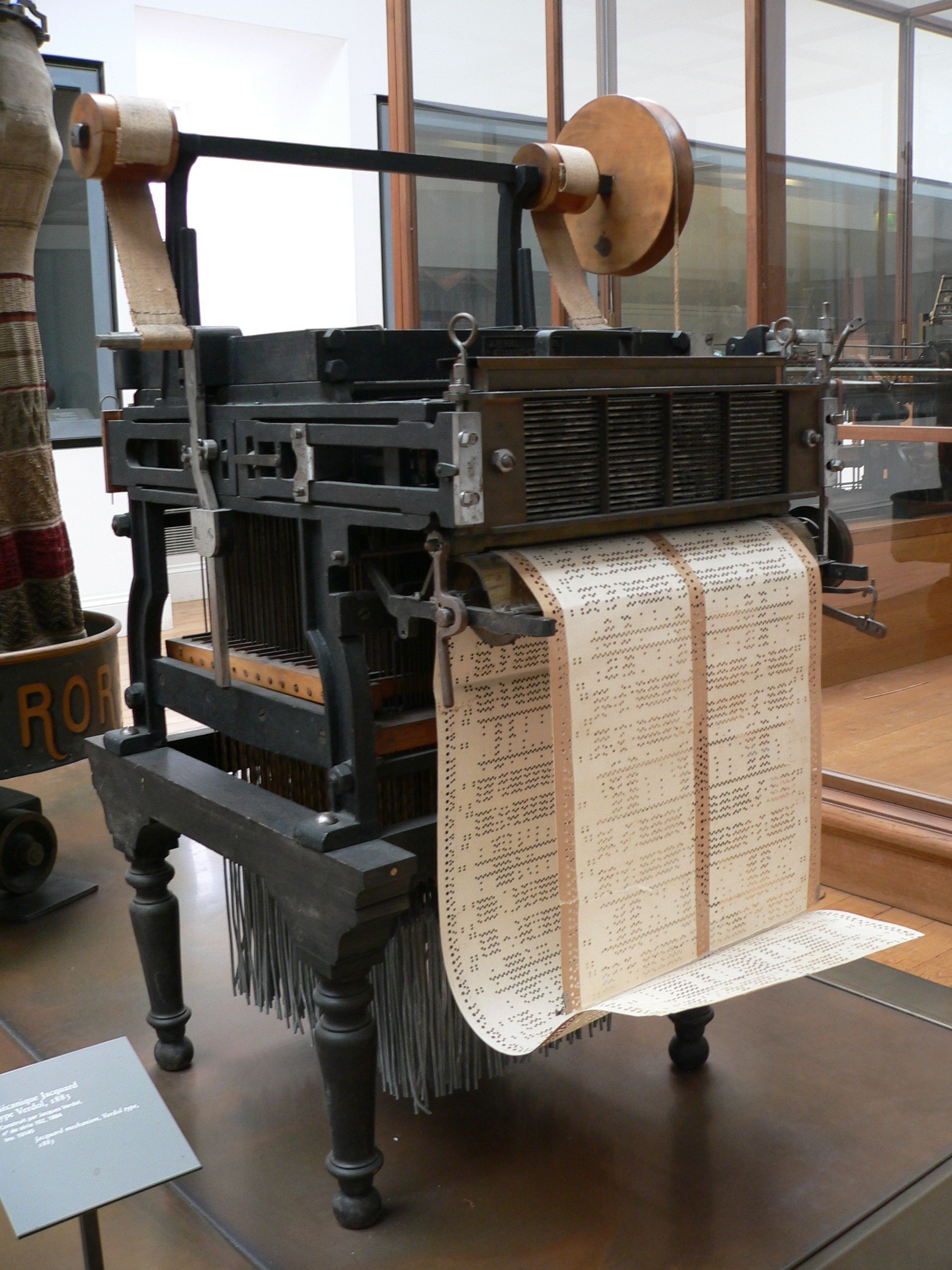
Jacquardmaschine mit Lochband

## Branchen und Arbeitsbereiche

### Weberei
In den Entwurfsabteilungen von Baumwollwebereien, Seidenwebereien (z. B. Stoffmuster von Krawatten), Filamentgarnweberei.
Am Anfang der Entstehung eines gewobenen Jacquardmusters steht der Dessinateur, der ein Dessin auf Papier entwirft. Dieses Dessin wurde mittels eines Vergrößerungsapparates auf Patronenpapier projiziert, das je nach Verhältnis zum Längsfaden (Kette) und Schuss (Querfaden) als Proportionenpapier ausgewählt wurde. Anschließend füllte der Patroneur die einzelnen „Häuschen“ mit entsprechender Farbe aus, um die Fadenverkreuzung im Gewebe vorzugeben. Die ganze Bindungstechnik ist sehr kompliziert, da es je nach Qualität und Dessin unbegrenzte Möglichkeiten gibt, die der Patroneur einzeichnen musste. War die Patrone fertiggestellt, wurde sie vom Liseur in die Dactiliseuse (Maschine zum Lochen der Jacquard-Karten) eingespannt und der Liseur (auch Kartenschläger genannt) fertigte die Lochkarten an, die zum Steuern der Jacquardmaschine gebraucht wurden. War das Kartenspiel in die Jacquardmaschine eingelegt, konnte mit der Webmaschine das vorgegebene Muster automatisch gewoben werden.

### Sonstiges Textilgewerbe (Seilerwaren, Teppiche,Vliesstoffe)
Bandweberei und -flechterei (Stickereibetriebe und Stickereiateliers), Herstellung von Teppichen (Entwurfsabteilung in Betrieben der Tufting-Industrie)

### StrickereiundWirkerei
Herstellung von gewirkten und gestrickten Fertigerzeugnissen (Entwurfsabteilung in Strumpfwarenfabriken), Herstellung von gewirktem und gestricktem Stoff (Entwurfsabteilung in Wirkereien, Strickereien)

### Textilveredlung
Textildruckatelier in Textilveredelungsbetriebe und in mehrstufigen Betrieben der Textilindustrie

### Sonstige Dienstleistungen für Unternehmen
Ateliers für Textil-, Schmuck-, Möbel-Design, Ateliers für textile Designmuster

## Musterzeichnerschulen
Musterzeichnerschulen, die Musterzeichner oder Dessinateure ausbildeten, gab es an Orten mit ausgedehnter Textilindustrie, meist in Verbindung mit großen Fabriken für Stoffweberei und Gobelinsmanufakturen. In England existierte seit 1847 die School of Design (London, Somerset House) als Zentralanstalt für Musterzeichner, um welche sich Zweigschulen in den Provinzen gruppierten.

## Deutschland
An der Höheren Fachschule für textile Flächenkunst in Krefeld wurden unter der Leitung des Bauhausmeisters Johannes Itten von 1932 bis 1938 Musterzeichnerinnen und Musterzeichner ausgebildet. So z. B. auch der Maler und Zeichner Heinz Trökes.
Der Beruf wurde am 4. November 1949 anerkannt und zum 1. August 1978 aufgehoben. Der Beruf des Musterzeichners und Patroneurs wurde durch den Nachfolgeberuf Textilmustergestalter mit Fachrichtungen abgelöst (gültig bis 1. August 1998).

## Schweiz
Der Textilzeichner war eine eidgenössische anerkannte Berufsbezeichnung. Die Berufsausbildung dauerte drei Jahre und schloss mit einer Lehrabschlussprüfung ab.